# 鶴山公園

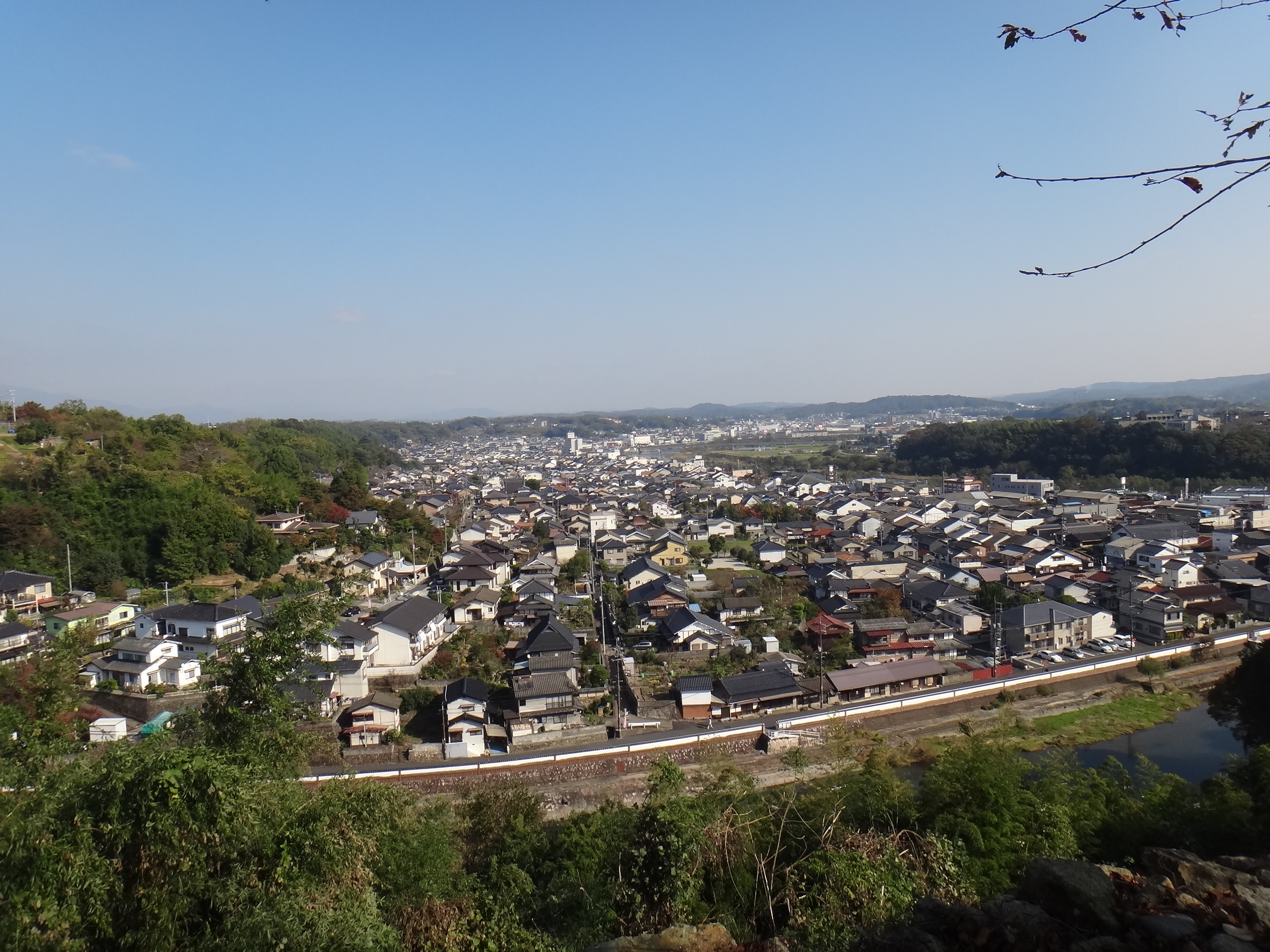
表鉄門（おもてくろがねもん）跡付近から城東地区を見下ろす

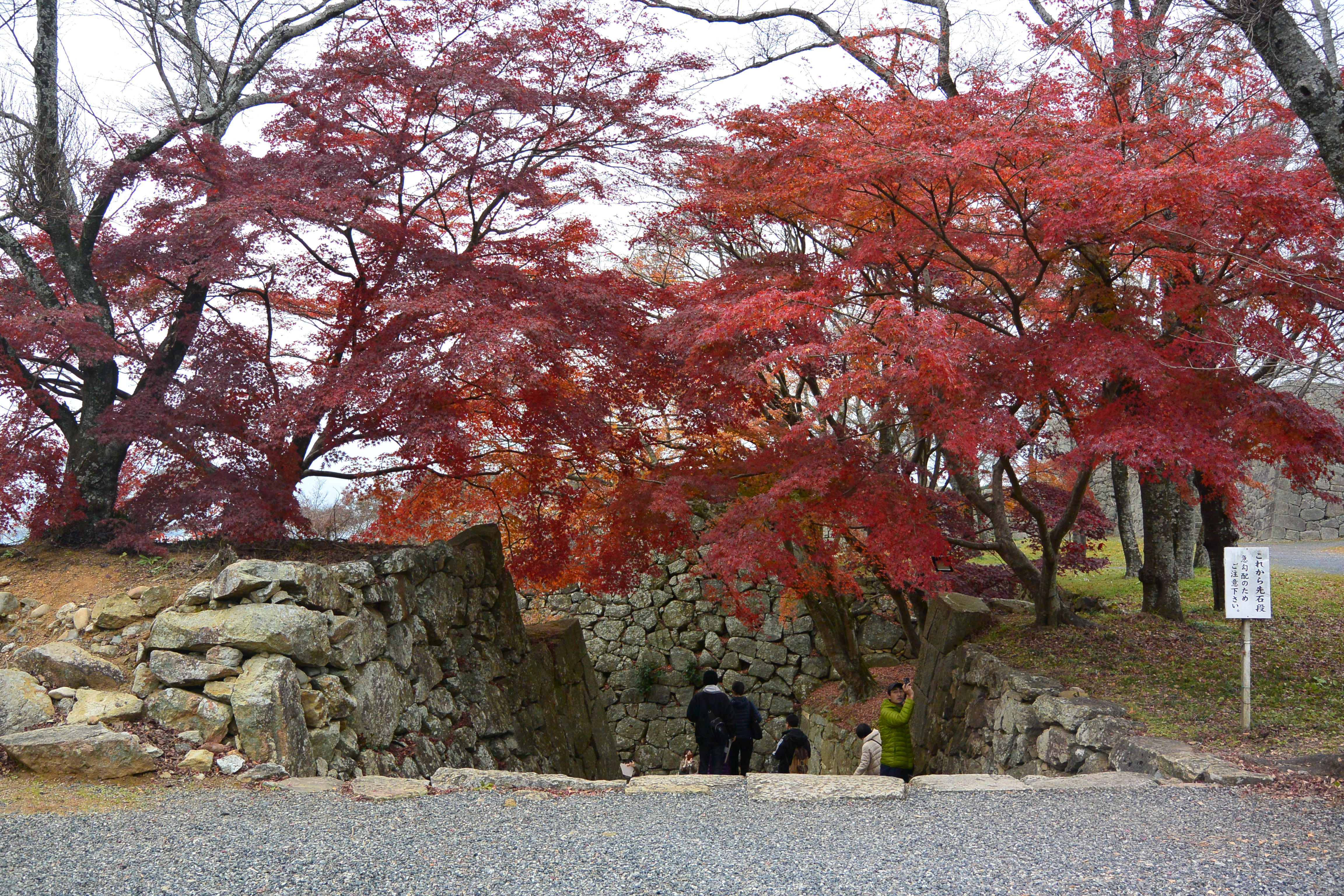
もみじが色づいた鶴山公園

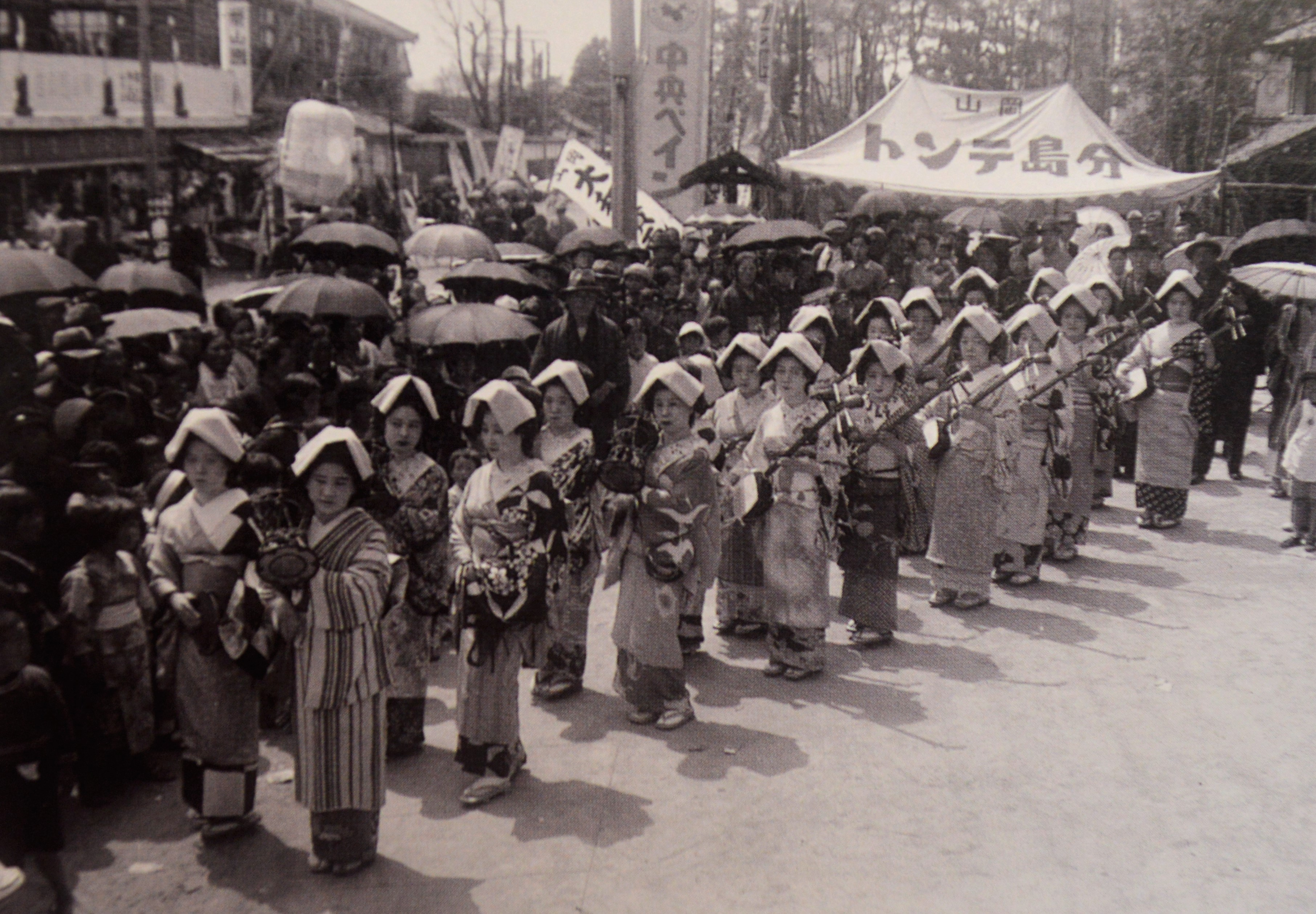
1936年（昭和11年）の産業振興大博覧会

鶴山公園（かくざんこうえん）は、岡山県津山市にある歴史公園である。明治の廃城令で民間に払い下げられていた津山城の中心部を当時の津山町が町有とし、1900年（明治33年）に鶴山公園として公開した。津山城址鶴山公園ともいう。古地名としては「つるやま」だが、城の通称、および公園名は「かくざん」である。

## 概要
平山城だった旧津山城の主要部分を整備した公園で、石垣の連なりは地上から45mに及ぶ。公園化後に植えられた約1000本のサクラが花開く季節には「津山さくらまつり」が催され、夜間ライトアップもされる。日本さくら名所100選にも選ばれ、西日本有数のサクラの名所として知られる。

公園内はサクラをはじめ四季折々に様々な花が見られ、11月には「津山城もみじまつり」が行われる。
- サクラ（桜）：4月上旬 - 4月中旬
- フジ（藤）：4月下旬 - 5月上旬
- ツツジ：4月下旬 - 5月上旬
- 紅葉：10月下旬 - 11月中旬

## 歴史
津山城跡を整備し1900年（明治33年）以降、鶴山公園として開放、1963年（昭和38年）9月28日、国の文化財保護法による史跡に指定された。天守閣などは1874年（明治7年）の売却後、直ちに取り壊されたが、本丸・二の丸・三の丸の石垣はほぼ完全な形で残り、当時の面影を伝えている。

### 桜の植樹
1873年（明治6年）の廃城令以降、桑畑と雑草の広がる荒地となっていた。1890年（明治23年）本丸西北にある腰巻櫓の石垣が崩落したことをうけ、津山城跡保存の機運が高まり、1891年（明治24年）には鶴山城址保存会が設立された。城内は国有地、県有地、私有地が混在し、同保存会は官有地拝借による保存を模索したが、許可を得ることができず、公園整備には至らなかった。津山町は用地問題の解決に向け土地の取得を続けるとともに、1899年（明治32年）には県有地が無償で払い下げられる。1899年（明治32年）から1900年（明治33年）にかけて残る一部の私有地についても取得が完了し、1900年（明治33年）春、津山町の管理のもと、鶴山公園が開園した。
鶴山公園の開園を機に、整備のあり方を検討する公園委員が津山町議会に組織され、1902年（明治35年）には牡丹桜と染井吉野などが試験的に植樹された。
その後、日露戦争の帰還兵が苗を寄付したことを契機として植樹が進み、1915年（大正4年）と1928年（昭和3年）の二度の御大典記念植樹で約2,000本の桜が植樹され、全山が桜で覆われるようになった。これらの植樹にあたっては、1905年（明治38年）に津山町議会に初当選を果たした福井純一が私財を投じるとともに寄付集めを行い、その中心的な役割を担った。

### 沿革
- 1891年（明治24年） - 鶴山城址保存会が設立されるが城内に国有地、県有地、私有地が混在し、公園整備に至らなかった。
- 1900年（明治33年） - 城内の全ての土地を津山町が公有地化したことにより、鶴山公園として成立した。同年、津山町議会に公園委員会が組織され、整備のあり方が検討された。
- 1902年（明治35年） - 牡丹桜と染井吉野などが試験的に植えられた。
- 1905年（明治38年） - 津山町議会に初当選を果たした福井純一が公園委員に加わる。
- 1907年（明治40年） - 日露戦争の帰還兵が苗を寄付したのが契機となり、公園としての様相が一応整った。
- 1915年（大正4年） - 本丸、二の丸及び三の丸南側において御大典記念植樹が行われた。
- 1917年（大正6年） - 津山産業博覧会開催。
- 1928年（昭和3年） - 公園東側を中心に御大典記念植樹が行われた。
- 1936年（昭和11年） - 産業振興大博覧会開催。
- 1955年（昭和30年） - 津山市立動物園（鶴山動物園）を公園内三の丸に開設[8]。
- 1963年（昭和38年） - 「津山城跡」として国の史跡に指定される。
- 2005年（平成17年） - 備中櫓（びっちゅうやぐら）の復元工事完成、一般公開される。
- 2011年（平成23年） - 市立鶴山動物園を老朽化のために閉鎖[9]。
- 2017年（平成29年） - 三の丸動物園跡地の愛称を「津山城つるまる広場」に定める[10]。

## 施設

### 備中櫓
本丸御殿の南に位置し、その名は森忠政の娘婿である池田備中守長幸に由来すると伝えられている。
築城400年の記念事業として復元され、2005年（平成17年）春から一般公開されている
。

### 文学碑
鶴山公園内
- 鐘つかぬ里は何をか春のくれ　松尾芭蕉（1903年（明治36年）設置）[12]
- 生ぬくきにほひみたせて山さくら　咲ききはまれば雨よぶらしも　尾上柴舟（1954年（昭和29年）設置）[12]
- おのつからあゆみもおそくなりにけり　さくら花さくのへのかよひち　直頼高（1978年（昭和53年）設置：薬研堀前）[12]
- 秋風や城といふ名に石枯るる　大谷碧雲居（1978年（昭和53年）設置：薬研堀前）[12]
- 花屑にきのふけふなし苔の艶　大谷碧雲居（1978年（昭和53年）設置：鶴山塾前）[12]
- おくられて来しを身ながらおくらるる　人の悲しさかへり見もせず　棟方志功（2005年（平成17年）設置）[12]
- 津山なる城跡づたひさまよへど　かのひとまさず雲流れつつ　棟方志功（2005年（平成17年）設置）[12]

津山文化センター前（鶴山公園の北西に隣接）
- 佐保姫に合ふ靴をおく花の下　白石不舎（2012年（平成24年）設置：文化センター前）
- 花冷えの城の石崖手で叩く　西東三鬼（1978年（昭和53年）設置：文化センター前）[12]

### 鶴山館
1765年（明和2年）には五代藩主松平康哉の時代に津山藩藩校として学問所が設けられた。1870年（明治3年）には学問所から修道館に改称し、1871年（明治4年）の廃藩によって廃校となった。
その後は北条県立中学校の校舎、共立小学校の校舎、区務所、郡役所、幼稚園、私立学校、町立高等小学校、県立中学校、県立女学校などさまざまな組織がこの建物を使用したが、1904年（明治37年）に鶴山公園内に移築され、「鶴山館（かくざんかん）」と名付けられた。

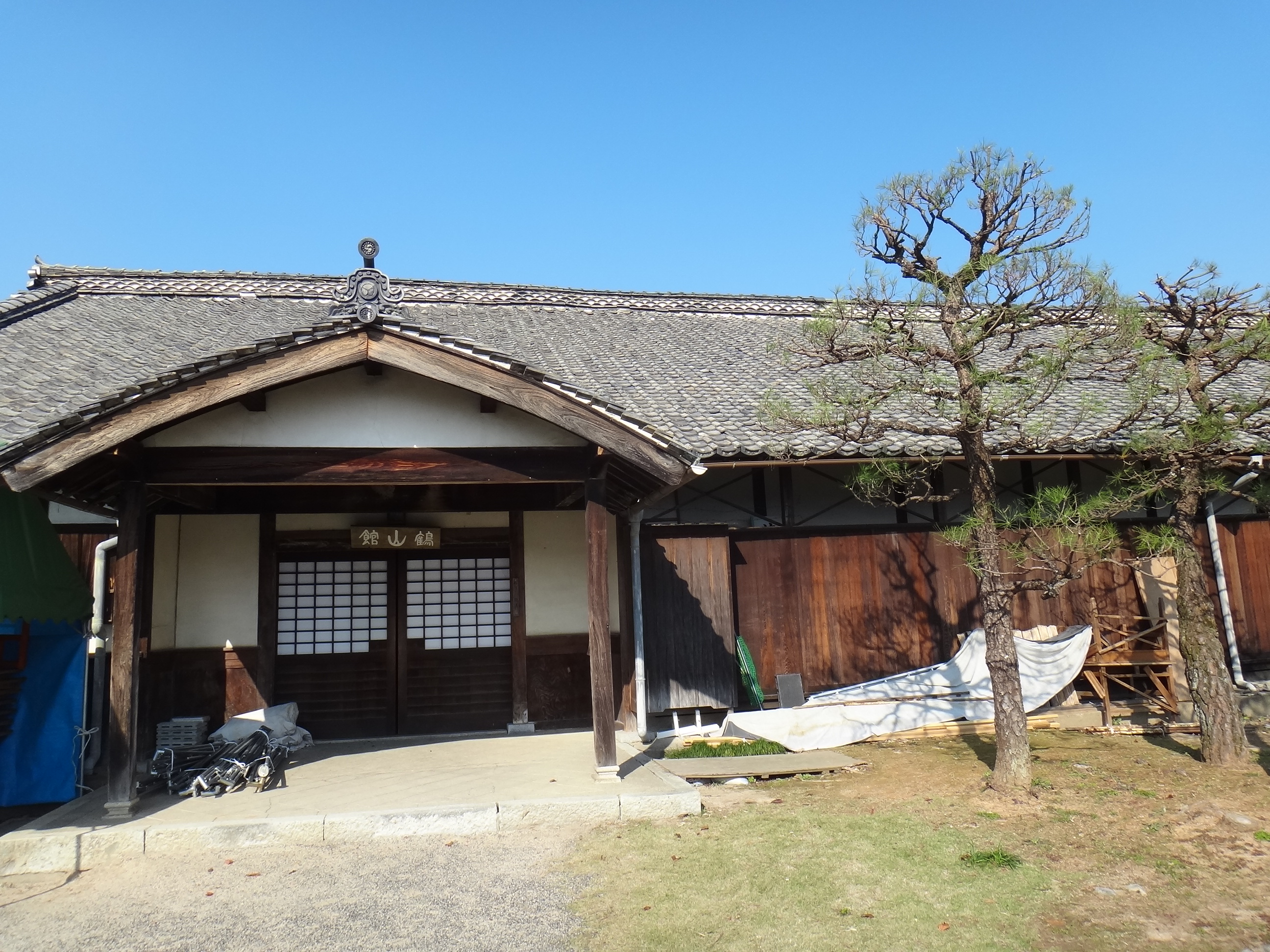
鶴山館
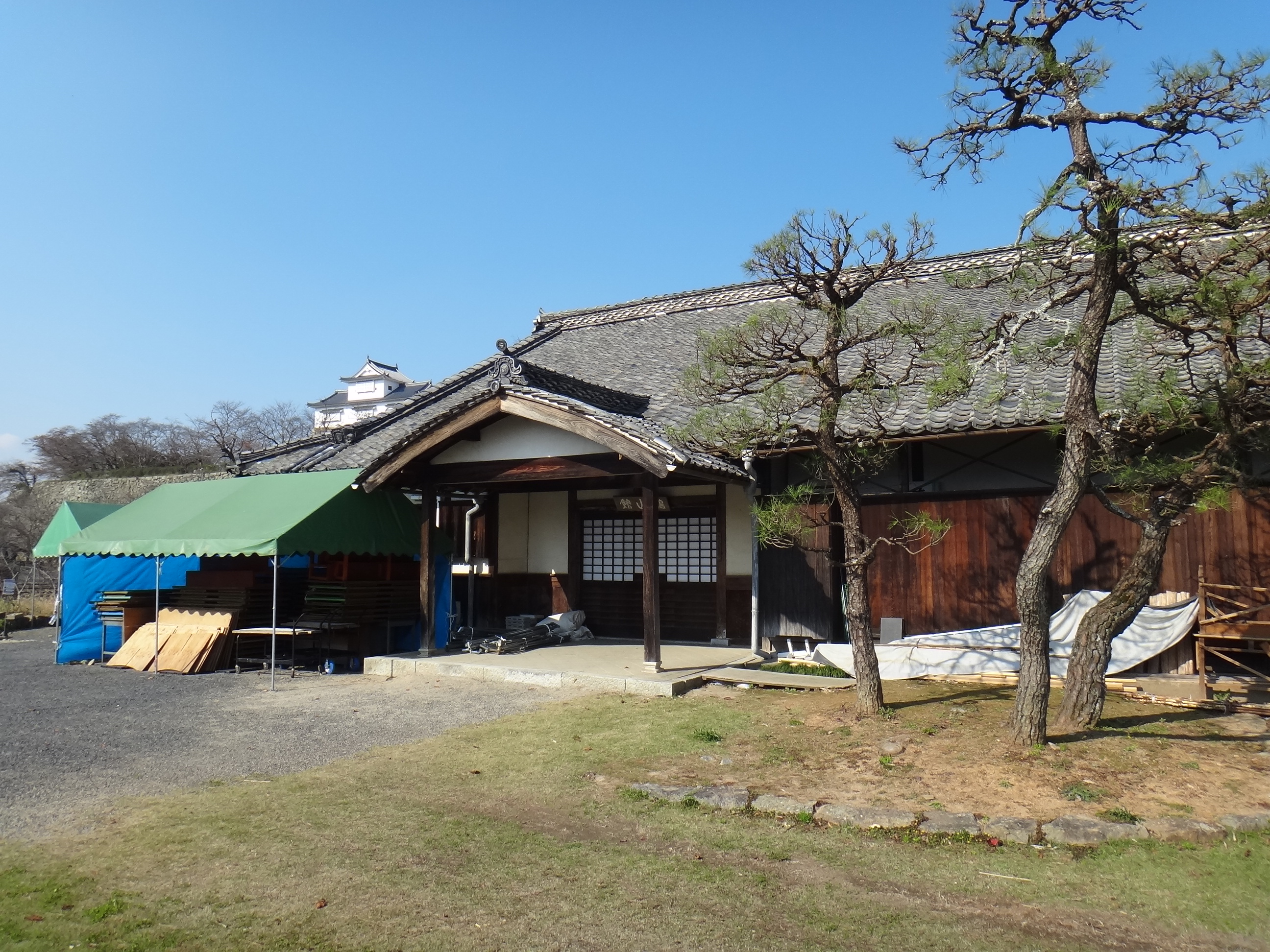
鶴山館
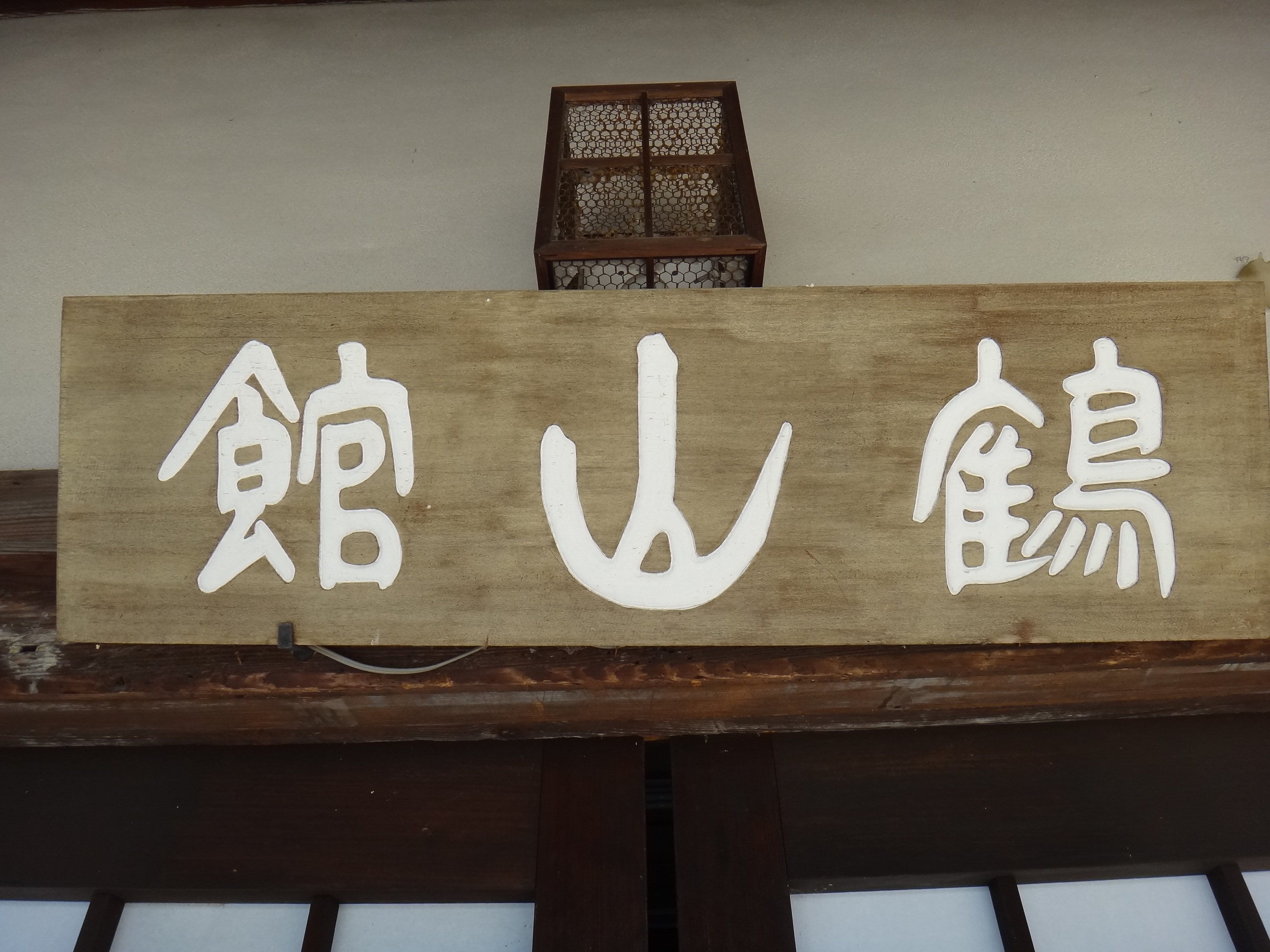
鶴山館の扁額

### 鶴山城址碑
1873年（明治6年）の廃城令により、城は撤去され、跡地は公売された。本丸や二の丸、三の丸跡には桑や茶が植えられ、この事態に遭遇した旧藩士たちが、この地が城であったことを後世に伝えるために、1877年（明治10年）本丸跡に「鶴山城址碑」を建立した。

## 主な催し

### 日程
- 1月 - 初日の出
- 4月 - 津山さくらまつり
- 5月 - 牛うまっ王選手権
- 9月 - 津山城観月会
- 11月 - 津山城もみじまつり

### 過去に行われた催し
鶴山公園では過去3回博覧会が行われた。
- 1917年（大正6年） - 津山産業博覧会、会期：4月20日 - 5月19日。
- 1936年（昭和11年） - 産業振興大博覧会、会期：3月26日 - 5月5日、国鉄姫津線（現在のJR姫新線）開通を祝って開催された。この博覧会で姫路城天守閣をモデルとした模造天守（パビリオン）が建てられた。この模造天守は市民からは「張りぼて」の愛称で親しまれていたが、1945年（昭和20年）8月に解体された[17]。
- 1959年（昭和34年） - 市制20周年記念博覧会、会期：4月1日 - 5月10日。
- 2013年（平成25年） - 近畿・中国・四国B-1グランプリin津山、開催日：5月25日 - 26日[18]。

## 隣接・周辺施設

### 神社仏閣
- 徳守神社
- 鶴山八幡宮
- 本源寺 (津山市)
- 千代稲荷神社

### 公共施設
- 津山観光センター
- 津山市役所
- 美作県民局

### 文化・商業施設
- 津山郷土博物館
- 津山洋学資料館
- つやま自然のふしぎ館
- 津山文化センター
- アルネ津山

## アクセス
- JR姫新線・津山線 津山駅より徒歩で約15分。
- 津山文化センターに駐車場がある。